# John Rogan

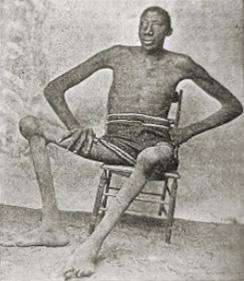

John Rogan nasceu em Hendersonville, Tennessee, em 16 de Fevereiro de 1868. Ele era um dos filhos do ex-escravo William Rogan. Precisamente, o quarto entre 12 filhos. John começou a crescer muito rápido a partir dos seus 13 anos de idade, o que o levou a desenvolver Anquilose (uma rigidez completa ou parcial de uma articulação devido à aderência e rigidez dos ossos dessa articulação). Em 1882, já não conseguia mais andar ou ficar de pé.
Embora ele não pudesse se submeter a trabalhos físicos devido à sua condição, John ganhava a vida vendendo retratos e cartões-postais numa estação de trem. Um artigo do Jornal da Cidade de Kansas, escrito em 1897, mencionou que uma parte de seus desenhos foram publicados. Apesar de seu sucesso nesse sentido, recusou todas as ofertas que recebeu para participar de carnavais e espetáculos. 
Em 1899, ele já havia atingido incríveis 2,59m de estatura. Frequentemente aparecia em jornais, mencionado sempre como "O Negro Gigante". Para se locomover, Rogan costumava usar um carrinho que improvisava como uma cadeira de rodas; ele era puxado por cabras. John Rogan era sempre notado por outros, especialmente por conta de sua voz bem grave e de sua personalidade extrovertida. 
Suas mãos mediam 29 centímetros de comprimento; seus pés mediam 35 centímetros. Estima-se que sua altura máxima esteve em torno de 2,67m a 2,69m, porém seu peso era considerado baixo (John pesava cerca de 93kgs). Rogan foi e continua sendo o descendente de africanos mais alto da história, além de ser o segundo maior homem já registrado, superado apenas por Robert Wadlow.
John Rogan faleceu em 1905, por complicações envolvendo sua doença.